# Laagri
Laagri – alevik w Estonii, w prowincji Harju, w gminie Saue. Liczy 4 100 mieszkańców (2006). Ośrodek przemysłu spożywczego.